# Pratt & Whitney F100
F100 là loại động cơ máy bay tuốc bin phản lực cánh quạt do hãng Pratt & Whitney tại Hoa Kỳ phát triển để trang bị cho các chiếc F-15 Eagle và F-16 Fighting Falcon. Động cơ này được phát triển khi lực lượng không quân và hải quân Hoa Kỳ cùng hợp tác với ý định tạo ra một loại động cơ mới cho các máy bay F-14 Tomcat và F-15 Eagle. Pratt & Whitney đã được thuê để phát triển loại động cơ này vào năm 1970. Nhưng sau đó lực lượng hải quân Hoa Kỳ đã đổi ý chuyển sang sử dụng động cơ Pratt & Whitney TF30 cho các chiếc F-14.
Với khoảng 7200 động cơ đã được chế tạo và tổng chung 24 triệu giờ hoạt động tại 23 quốc gia trên thế giới thì F100 đã chứng tỏ được độ tin cậy của mình.

## Biến thể
- F100-PW-100: Mẫu được bay thử lần đầu năm 1972. Mẫu thử nghiệm cùng các động cơ ban đầu gặp các vấn đề như độ hao mòn cao dễ bị chết máy và chế độ đốt sau có vấn đề. Khi khởi động đốt sau nếu nó gặp rắc rối như lượng nhiên liệu thêm vào quá nhiều nó sẽ làm máy bay tăng tốc quá đột ngột cũng như rút hết dưỡng khí cần để hoạt động nhanh chóng khiến cho động cơ bị tắc. Các vấn đề đã được khắc phục và loại động cơ này vẫn còn được sử dụng.
- F100-PW-200: Mẫu dùng cho F-16. Nó chỉ trông hơi khác với PW-100 còn cách hoạt động thì như nhau.
- F100-PW-220/220E: Mẫu thử nghiệm các công nghệ mới trong việc điều khiển và bảo trì như hệ thống diều khiển điện tử kỹ thuật số và một số kỹ thuật vật liệu mới để tăng độ bền và tin cậy.
- F100-PW-229: Mẫu nâng cấp sử dụng cho các chiếc F-15 và F-16 mẫu mới nhất.